# جبل مساعد
جـبل مساعد بلدية تابعة لدائرة جبل مساعد بولاية المسيلة. بلغ عدد سكانها حوالي 13948 نسمة وفقًا لإحصائيات سنة 2008.
الموقع
تقع بلدية جبل مساعد جنوب ولاية المسيلة.وتبعد عن بوسعادة ب25كلم.وترتفع1150متر عن سطح البحر.
التضاريس
تعتبر بلدية جبل مساعد منطقة جبلية وتقع علي سفوح جبل مساعد الذي يمتدعلي طول30كلم وعرض100كلم واعلي قممه جبل الزرقاء 1700م.والذي يتميز بغابته الكبيرة التي تغطي جل الجبال باشجار الصنوبر ولعرعار وغيرها من الانواع وايضا الثروة الحيوانية المميزة.وتغطي الغابات نسبة90بالمئة من البلدية.
المناخ
المناخ بالمنطقة معتدل بارد جدا شتاءا نضرا للثلوج التي تهطل نتيجة الارتفاع الكبير للمنطقة. اما الصيف فهو حار نسبيا وجاف.
- مصادر

1. ↑  "Wilaya de M'sila : répartition de la population résidente des ménages ordinaires et collectifs, selon la commune de résidence et la dispersion" (PDF). مؤرشف من الأصل (PDF) في 2023-09-30.. Données du recensement général de la population et de l'habitat de 2008 sur le site de l'Office national des statistiques.
2. ↑  GeoNames (بالإنجليزية), 2005, QID:Q830106
3. ↑  "توزيع السكان المقيمين من الأسر العادية والجماعية حسب بلدية الإقامة والتشتت" (PDF). مؤرشف من الأصل (PDF) في 2025-01-14.
4. ↑  "جبل أمساعد · الجزائر". جبل أمساعد · الجزائر (بar-US). Archived from the original on 2025-01-15. Retrieved 2025-01-15.{{استشهاد ويب}}:  صيانة الاستشهاد: لغة غير مدعومة (link)
5. ↑  "بلديـة جبل مساعد". مؤرشف من الأصل في 2025-04-23.